# Akademia Sant'Anna 2024-2025
Questa voce raccoglie le informazioni riguardanti l'Akademia Sant'Anna nelle competizioni ufficiali della stagione 2024-2025.

## Stagione
Nella stagione 2024-25 il Akademia Sant'Anna assume la denominazione sponsorizzata di Akademia Sant'Anna Messina.
Partecipa per la terza volta consecutiva al campionato di Serie A2 terminando il girone A della regular season al secondo posto in classifica e la successiva pool promozione al quarto posto: conquista così l'accesso ai play-off promozione dove arriva in finale cedendo tuttavia il passo all'Helvia Recina.
A seguito del secondo posto in classifica al termine del girone di andata, si qualifica per la Coppa Italia di Serie A2 dove viene eliminata ai quarti di finale dall'Offanengo.

## Organigramma societario
Area direttiva
- Presidente: Fabrizio Costantino
- Presidente onorario: Nanni Ricevuto
- Vice presidente: Antonio Caselli
- Team manager: Marco Maressa
- Responsabile legale: Massimo Mastroeni
- Responsabile segreteria: Pamela Zona

Area tecnica
- Allenatore: Fabio Bonafede
- Allenatore in seconda: Flavio Ferrara
- Scout Man: Daniele Cesareo

Area comunicazione
- Responsabile comunicazione: Domenico Abbriano
- Social media manager: Danilo D'Anieri
- Fotografo: Nino Famà

Area marketing
- Responsabile marketing: Rovena Raymo

Area sanitaria
- Medico: Francesco Ballarino
- Preparatore atletico: Paolo Santorum
- Fisioterapista: Domiziana Minissale
- Biologa nutrizionista: Claudia Calabrò
- Ortopedico: Luigi Soliera

## Rosa
| N° | Nome                 | Ruolo | Data di nascita   | Nazionalità sportiva |
| -- | -------------------- | ----- | ----------------- | -------------------- |
| 1  | Linda Cabassa        | S     | 25 luglio 2004    | Italia               |
| 1  | Ani Bozdeva          | S     | 30 gennaio 1999   | Bulgaria             |
| 2  | Maria Chiara Norgini | L     | 11 settembre 1998 | Italia               |
| 3  | Rossella Olivotto    | C     | 27 aprile 1991    | Italia               |
| 4  | Giulia Carraro       | P     | 25 luglio 1994    | Italia               |
| 5  | Dalila Modestino     | C     | 4 aprile 1998     | Italia               |
| 6  | Mychael Vernon       | S     | 14 giugno 2002    | Stati Uniti          |
| 9  | Adanna Rollins       | S     | 10 ottobre 1999   | Stati Uniti          |
| 10 | Aurora Rossetto      | S     | 21 gennaio 1997   | Italia               |
| 11 | Chiara Mason         | S     | 11 luglio 2000    | Italia               |
| 13 | Ambra Trevisiol      | P     | 7 agosto 1992     | Italia               |
| 14 | Giorgia Caforio      | L     | 16 settembre 1994 | Italia               |
| 16 | Maria Babatunde      | C     | 3 aprile 1998     | Italia               |
| 17 | Bibiana Guzin        | C     | 17 agosto 2004    | Italia               |
| 18 | Bintu Diop           | O     | 2 marzo 2002      | Italia               |

## Mercato
| Acquisti                               | Acquisti             | Acquisti             | Acquisti   |
| R.                                     | Nome                 | da                   | Modalità   |
| -------------------------------------- | -------------------- | -------------------- | ---------- |
| C                                      | Maria Babatunde      | Millenium Brescia    | definitivo |
| S                                      | Linda Cabassa        | Adolfo Consolini     | definitivo |
| L                                      | Giorgia Caforio      | Adolfo Consolini     | definitivo |
| P                                      | Giulia Carraro       | Olympiakos           | definitivo |
| O                                      | Bintu Diop           | Savino Del Bene      | definitivo |
| C                                      | Bibiana Guzin        | Soverato             | definitivo |
| S                                      | Chiara Mason         | Trentino             | definitivo |
| L                                      | Maria Chiara Norgini | Marsala              | definitivo |
| C                                      | Rossella Olivotto    | Trentino             | definitivo |
| S                                      | Adanna Rollins       | Changas de Naranjito | definitivo |
| P                                      | Ambra Trevisiol      | Serteco Genova       | definitivo |
| Trasferimenti nel corso della stagione |                      |                      |            |
| S                                      | Ani Bozdeva          | Olympiada Neapolīs   | definitivo |
| S                                      | Mychael Vernon       | Missouri             | definitivo |

| Cessioni                               | Cessioni            | Cessioni             | Cessioni   |
| R.                                     | Nome                | a                    | Modalità   |
| -------------------------------------- | ------------------- | -------------------- | ---------- |
| S                                      | Valeria Battista    | Helvia Recina        | definitivo |
| C                                      | Greta Catania       | Mondovì              | definitivo |
| L                                      | Sara Ciancio        | Valdarno             | definitivo |
| S                                      | Giulia Felappi      | United Pomezia       | definitivo |
| P                                      | Giulia Galletti     | Libertas Forlì       | definitivo |
| S                                      | Jessica Joly        | Melendugno           | definitivo |
| L                                      | Marianna Maggipinto | Fratte               | definitivo |
| C                                      | Melissa Martinelli  | -                    | ritirata   |
| C                                      | Valentina Mearini   | Il Podio Fasano      | definitivo |
| P                                      | Ilaria Michelini    | Beach World Pescara  | definitivo |
| O                                      | Kelsie Payne        | Athletes Unlimited   | definitivo |
| Trasferimenti nel corso della stagione |                     |                      |            |
| S                                      | Linda Cabassa       | Santena              | definitivo |
| S                                      | Adanna Rollins      | Changas de Naranjito | definitivo |

## Risultati

### Serie A2

#### Girone di andata
| 1ª Giornata - 6 ottobre 2024 PalaRescifina, Messina                              | Sant'Anna            | 3 - 1 | CLAI Imola        | 28-26, 25-19, 21-25, 25-15       |
| 2ª Giornata - 13 ottobre 2024 Pala CBL, Costa Volpino                            | Vallecamonica Sebino | 2 - 3 | Sant'Anna         | 25-23, 24-26, 25-22, 21-25, 9-15 |
| 3ª Giornata - 20 ottobre 2024 PalaRescifina, Messina                             | Sant'Anna            | 3 - 0 | Millenium Brescia | 25-13, 25-22, 25-21              |
| 4ª Giornata - 27 ottobre 2024 PalaParenti, Santa Croce sull'Arno                 | Castelfranco         | 1 - 3 | Sant'Anna         | 17-25, 22-25, 25-22, 23-25       |
| 5ª Giornata - 3 novembre 2024 PalaRescifina, Messina                             | Sant'Anna            | 3 - 1 | Helvia Recina     | 25-23, 17-25, 25-15, 25-14       |
| 6ª Giornata - 10 novembre 2024 PalaManera, Mondovì                               | Mondovì              | 1 - 3 | Sant'Anna         | 20-25, 25-23, 11-25, 20-25       |
| 7ª Giornata - 17 novembre 2024 PalaRescifina, Messina                            | Sant'Anna            | 3 - 0 | Lecco Picco       | 25-20, 25-14, 25-15              |
| 8ª Giornata - 24 novembre 2024 PalaRescifina, Messina                            | Sant'Anna            | 3 - 0 | Casalmaggiore     | 25-17, 25-19, 25-19              |
| 9ª Giornata - 1º dicembre 2024 Palazzetto dello Sport, San Giovanni in Marignano | Adolfo Consolini     | 3 - 1 | Sant'Anna         | 25-22, 25-18, 23-25, 25-16       |

#### Girone di ritorno
| 10ª Giornata - 8 dicembre 2024 PalaRuggi, Imola           | CLAI Imola        | 1 - 3 | Sant'Anna            | 25-17, 15-25, 22-25, 13-25        |
| 11ª Giornata - 15 dicembre 2024 PalaRescifina, Messina    | Sant'Anna         | 3 - 2 | Vallecamonica Sebino | 22-25, 25-27, 25-17, 25-21, 15-12 |
| 12ª Giornata - 22 dicembre 2024 PalaGeorge, Montichiari   | Millenium Brescia | 2 - 3 | Sant'Anna            | 17-25, 25-23, 25-21, 18-25, 9-15  |
| 13ª Giornata - 11 dicembre 2024 PalaRescifina, Messina    | Sant'Anna         | 3 - 0 | Castelfranco         | 25-16, 25-20, 25-14               |
| 14ª Giornata - 5 gennaio 2025 PalaFontescodella, Macerata | Helvia Recina     | 3 - 1 | Sant'Anna            | 19-25, 25-20, 25-22, 25-23        |
| 15ª Giornata - 12 gennaio 2025 PalaRescifina, Messina     | Sant'Anna         | 3 - 1 | Mondovì              | 23-25, 25-14, 25-21, 25-15        |
| 16ª Giornata - 19 gennaio 2025 PalaBione, Lecco           | Lecco Picco       | 1 - 3 | Sant'Anna            | 25-22, 10-25, 21-25, 21-25        |
| 17ª Giornata - 25 gennaio 2025 PalaRadi, Cremona          | Casalmaggiore     | 2 - 3 | Sant'Anna            | 26-24, 23-25, 19-25, 25-18, 11-15 |
| 18ª Giornata - 2 febbraio 2025 PalaRescifina, Messina     | Sant'Anna         | 2 - 3 | Adolfo Consolini     | 22-25, 25-11, 16-25, 25-23, 12-15 |

#### Pool promozione
| 1ª Giornata - 16 febbraio 2025 Palasport Da Copertino, Lecce | Melendugno     | 1 - 3 | Sant'Anna      | 22-25, 25-19, 16-25, 19-25        |
| 2ª Giornata - 19 febbraio 2025 PalaRescifina, Messina        | Sant'Anna      | 3 - 1 | Esperia        | 25-18, 25-16, 25-27, 25-15        |
| 3ª Giornata - 23 febbraio 2025 PalaRescifina, Messina        | Sant'Anna      | 2 - 3 | Futura Giovani | 23-25, 25-16, 20-25, 25-21, 11-15 |
| 4ª Giornata - 2 marzo 2025 Palazzo dello Sport, Trebaseleghe | Fratte         | 3 - 2 | Sant'Anna      | 25-19, 21-25, 25-23, 19-25, 15-11 |
| 5ª Giornata - 8 marzo 2025 Sanbàpolis, Trento                | Trentino       | 1 - 3 | Sant'Anna      | 23-25, 18-25, 28-26, 16-25        |
| 6ª Giornata - 12 marzo 2025 PalaRescifina, Messina           | Sant'Anna      | 0 - 3 | Melendugno     | 19-25, 22-25, 15-25               |
| 7ª Giornata - 16 marzo 2025 PalaRadi, Cremona                | Esperia        | 0 - 3 | Sant'Anna      | 19-25, 19-25, 18-25               |
| 8ª Giornata - 22 marzo 2025 PalaBorsani, Castellanza         | Futura Giovani | 3 - 2 | Sant'Anna      | 24-26, 25-18, 23-25, 25-20, 15-11 |
| 9ª Giornata - 26 marzo 2025 PalaRescifina, Messina           | Sant'Anna      | 1 - 3 | Fratte         | 21-25, 25-20, 22-25, 23-25        |
| 10ª Giornata - 29 marzo 2025 PalaRescifina, Messina          | Sant'Anna      | 3 - 0 | Trentino       | 25-16, 25-14, 25-21               |

#### Play-off promozione
| Semifinali (gara 1) - 6 aprile 2025 PalaBorsani, Castellanza | Futura Giovani | 1 - 3 | Sant'Anna      | 24-26, 18-25, 25-19, 23-25 |
| Semifinali (gara 2) - 9 aprile 2025 PalaRescifina, Messina   | Sant'Anna      | 3 - 0 | Futura Giovani | 25-17, 25-10, 25-18        |
| Finale (gara 1) - 20 aprile 2025 PalaFontescodella, Macerata | Helvia Recina  | 3 - 0 | Sant'Anna      | 25-22, 25-12, 25-16        |
| Finale (gara 2) - 23 aprile 2025 PalaRescifina, Messina      | Sant'Anna      | 1 - 3 | Helvia Recina  | 25-18, 19-25, 23-25, 21-25 |

### Coppa Italia di Serie A2
| Quarti di finale - 18 dicembre 2024 PalaRescifina, Messina | Sant'Anna | 2 - 3 | Offanengo | 17-25, 25-12, 22-25, 25-20, 13-15 |

## Statistiche

### Statistiche di squadra
| Competizione             | Punti | In casa | In casa | In casa | In trasferta | In trasferta | In trasferta | Totale | Totale | Totale |
| Competizione             | Punti | G       | V       | P       | G            | V            | P            | G      | V      | P      |
| ------------------------ | ----- | ------- | ------- | ------- | ------------ | ------------ | ------------ | ------ | ------ | ------ |
| Serie A2                 | 60    | 16      | 11      | 5       | 16           | 11           | 5            | 32     | 22     | 10     |
| Coppa Italia di Serie A2 |       | 1       | 0       | 1       | 0            | 0            | 0            | 1      | 0      | 1      |
| Totale                   | -     | 17      | 11      | 6       | 16           | 11           | 5            | 33     | 22     | 11     |

G = partite giocate; V = partite vinte; P = partite perse 

### Statistiche dei giocatori
| Giocatore    | Serie A2 | Serie A2 | Serie A2 | Serie A2 | Serie A2 | Coppa Italia di Serie A2 | Coppa Italia di Serie A2 | Coppa Italia di Serie A2 | Coppa Italia di Serie A2 | Coppa Italia di Serie A2 | Totale | Totale | Totale | Totale | Totale |
| Giocatore    | P        | PT       | AV       | MV       | BV       | P                        | PT                       | AV                       | MV                       | BV                       | P      | PT     | AV     | MV     | BV     |
| ------------ | -------- | -------- | -------- | -------- | -------- | ------------------------ | ------------------------ | ------------------------ | ------------------------ | ------------------------ | ------ | ------ | ------ | ------ | ------ |
| M. Babatunde | 20       | 87       | 54       | 24       | 9        | 1                        | 5                        | 4                        | 1                        | 0                        | 21     | 92     | 58     | 25     | 9      |
| A. Bozdeva   | 7        | 7        | 6        | 0        | 1        | -                        | -                        | -                        | -                        | -                        | 7      | 7      | 6      | 0      | 1      |
| L. Cabassa   | -        | -        | -        | -        | -        | -                        | -                        | -                        | -                        | -                        | -      | -      | -      | -      | -      |
| G. Caforio   | 31       | 0        | 0        | 0        | 0        | 1                        | 0                        | 0                        | 0                        | 0                        | 32     | 0      | 0      | 0      | 0      |
| G. Carraro   | 32       | 80       | 50       | 14       | 16       | 1                        | 3                        | 0                        | 2                        | 1                        | 33     | 83     | 50     | 16     | 17     |
| B. Diop      | 32       | 664      | 565      | 49       | 50       | 1                        | 18                       | 16                       | 0                        | 2                        | 33     | 682    | 581    | 49     | 52     |
| B. Guzin     | 7        | 3        | 1        | 1        | 1        | 1                        | 0                        | 0                        | 0                        | 0                        | 8      | 3      | 1      | 1      | 1      |
| C. Mason     | 28       | 242      | 204      | 17       | 21       | 1                        | 21                       | 19                       | 1                        | 1                        | 29     | 263    | 223    | 18     | 22     |
| D. Modestino | 31       | 272      | 187      | 67       | 18       | 1                        | 8                        | 6                        | 2                        | 0                        | 32     | 280    | 193    | 69     | 18     |
| M. Norgini   | 5        | 0        | 0        | 0        | 0        | 1                        | 0                        | 0                        | 0                        | 0                        | 6      | 0      | 0      | 0      | 0      |
| R. Olivotto  | 32       | 324      | 238      | 71       | 15       | 1                        | 10                       | 4                        | 4                        | 2                        | 33     | 334    | 242    | 75     | 17     |
| A. Rollins   | 3        | 15       | 15       | 0        | 0        | -                        | -                        | -                        | -                        | -                        | 3      | 15     | 15     | 0      | 0      |
| A. Rossetto  | 32       | 341      | 280      | 43       | 18       | 1                        | 15                       | 15                       | 0                        | 0                        | 33     | 356    | 295    | 43     | 18     |
| A. Trevisiol | 1        | 0        | 0        | 0        | 0        | 1                        | 0                        | 0                        | 0                        | 0                        | 2      | 0      | 0      | 0      | 0      |
| M. Vernon    | 17       | 169      | 148      | 18       | 3        | -                        | -                        | -                        | -                        | -                        | 17     | 169    | 148    | 18     | 3      |

P = presenze; PT = punti totali; AV = attacchi vincenti; MV = muri vincenti; BV = battute vincenti